# Triodopsis albolabris
Triodopsis albolabris är en snäckart som först beskrevs av Thomas Say 1816.  Triodopsis albolabris ingår i släktet Triodopsis och familjen Polygyridae. Inga underarter finns listade i Catalogue of Life.